# Мартинсен, Оле
Оле Харальд Мартинсен (норв. Ole Harald Marthinsen; 26 августа 1928, Осло — 4 июля 2003, Осло) — норвежский хоккеист с мячом, нападающий. Участник зимних Олимпийских игр 1952 года.

## Биография
Оле Мартинсен родился 26 августа 1928 года в норвежском городе Осло.
В 1946—1968 годах играл в хоккей с мячом за «Сагене». В его составе дважды становился чемпионом Норвегии (1958, 1966), ещё два раза играл в финале (1960—1961).
В 1950 году дебютировал в сборной Норвегии.
В 1952 году вошёл в состав сборной Норвегии по хоккею с мячом на зимних Олимпийских игр в Осло, которая заняла 2-е место в демонстрационном турнире. Играл на позиции нападающего, забил 1 мяч в ворота сборной Финляндии.
В 1957 году участвовал в дебютном чемпионате мира в Хельсинки.
В течение карьеры провёл за сборную Норвегии 19 матчей.
Также играл за «Сагене» в футбол.
Умер 4 июля 2003 года в Осло.